# Квитман (Луизијана)
Квитман (енгл. Quitman) град је у америчкој савезној држави Луизијана.

## Демографија
По попису из 2010. године број становника је 181, што је 13 (7,7%) становника више него 2000. године.
| Група             | 2000.       | 2010.       |
| Белци             | 165 (98,2%) | 163 (90,1%) |
| Афроамериканци    | 1 (0,6%)    | 17 (9,4%)   |
| Азијати           | 0 (0,0%)    | 0 (0,0%)    |
| Хиспаноамериканци | 2 (1,2%)    | 0 (0,0%)    |
| Укупно            | 168         | 181         |